# Franz Gypkens
Franz Gypkens PA (* 18. September 1911 in Sigmaringen; † 2. August 1975 in Frankfurt am Main) war ein deutscher Theologe und Schriftsteller.

## Leben
Nach der Promotion zum Dr. theol. (König und Kult im Alten Testament) in Bonn |Datum=1939 war er von |Datum=1957 bis |Datum=1960 Provinzial des katholischen Ordens der Weißen Väter in Deutschland.
Franz Gypkens setzte sich für Entwicklungspolitik im Bildungsbereich über Afrika ein. Er gründete Sozialinstitute in Burkina Faso, Kongo und Tansania sowie das Sono-Viso-Projekt. Außerdem arbeitete er am Projekt Afrikanum in Deutschland.

## Ehrungen
Am 31. Januar 1964 erhielt er das Große Verdienstkreuz der Bundesrepublik Deutschland.

## Schriften (Auswahl)
- Einkehr und Heimkehr. St. Michael-Verlag, Frankfurt am Main 1946, OCLC 73425923.
- Vom Geheimnis des Geistes. Verlag der Weissen Väter, Frankfurt am Main 1952, OCLC 73425927.
- Rettet den Menschen! Verlag der Weissen Väter, Frankfurt am Main 1953, OCLC 73425941.
- Aus dem Leben einer großen Frau. Verlag der Weissen Väter, Frankfurt am Main 1954, OCLC 51917536.
- Fahrt am Äquator. Main-Verlag, Frankfurt am Main 1954, OCLC 39394566.
- Fremde Menschen. Verlag der Weissen Väter, Frankfurt am Main 1955, OCLC 4442739.
- Aus der Luft gegriffen. Verlag der Weissen Väter, Frankfurt am Main 1956, OCLC 634825403.
- Es fiel mir auf. Kurzbericht einer Weltreise. Verlag der Weissen Väter, Frankfurt am Main 1957, OCLC 30886677.
- Schwarzer Radikalismus. Von einem Priester. Main-Verlag, Frankfurt am Main 1958, OCLC 14039675.
- Afrika einst und jetzt. Main-Verlag, Frankfurt am Main 1959, OCLC 73425917.
- Jugend in Afrika. Main-Verlag, Frankfurt am Main 1959, OCLC 73425933.
- Pillen. Ein Buch für Kranke und solche, die es werden können. Main-Verlag, Frankfurt am Main 1959, OCLC 1203390149.
- Tropfen. Ein Buch für Leute auf dem Weg der Besserung. Main-Verlag, Frankfurt am Main 1959, OCLC 66156702.
- Schwarze Köpfe. Main-Verlag, Frankfurt am Main 1960, OCLC 20820884.
- Gegen den Gleichschritt. Weisheit des Evangeliums. Main-Verlag, Frankfurt am Main 1960, OCLC 164508121.
- Spritzen. Bei allen Kassen zugelassen. Main-Verlag, Frankfurt am Main 1961, OCLC 634054672.
- Schizophrenie als Weltgefahr. Main-Verlag, Frankfurt am Main 1961, OCLC 36294756.
- Arabisches Gitter. Main-Verlag, Frankfurt am Main 1961, OCLC 73425930.
- Weihnachtsmärchen. Main-Verlag, Frankfurt am Main 1961, OCLC 73425952.
- Zwischen Tier und Engel. Berto Verlag, Bonn 1966, OCLC 73780593.
- Menschliches und Allzumenschliches. Selbstverlag, 1971, OCLC 632744717.
- Aus alten Briefen. Selbstverlag, Frankfurt am Main 1974, OCLC 1068841367.